# Kloster Höchst

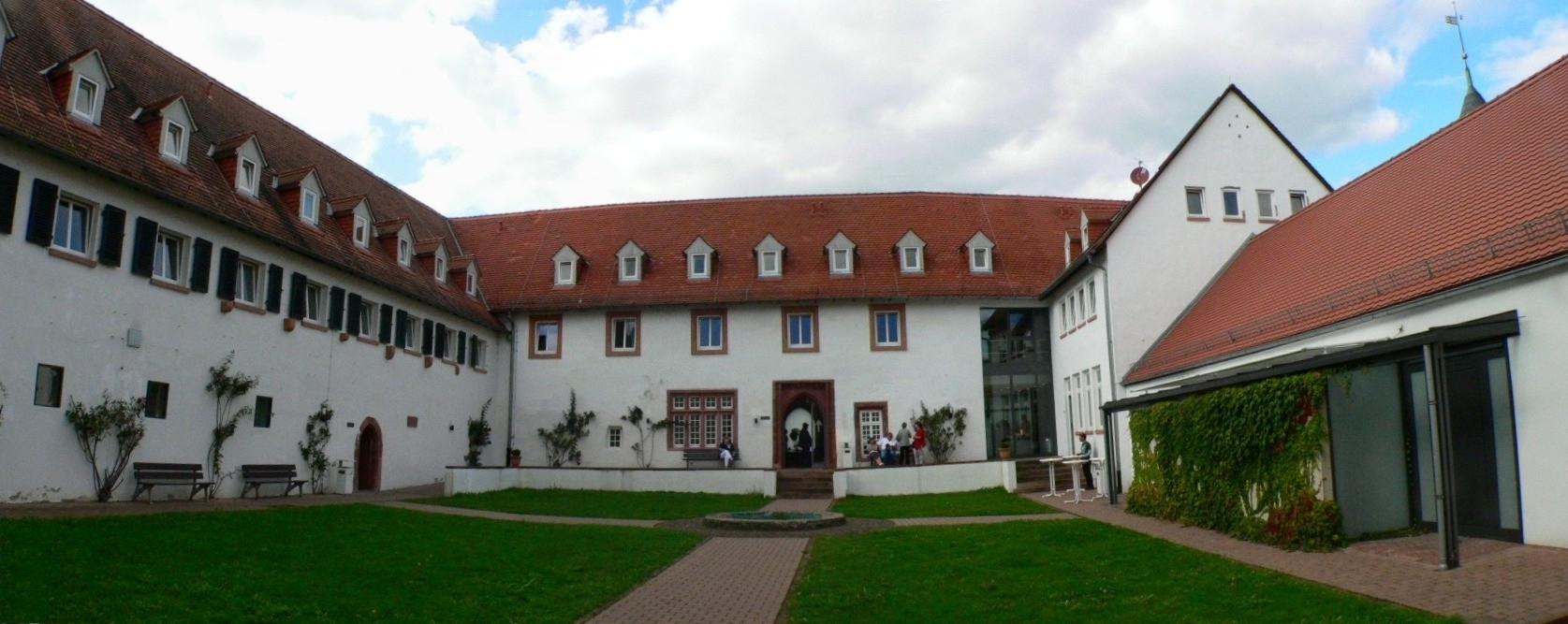
Stiller Hof mit Konventbau (l.), Refektorium (m.) und Aula (r.)

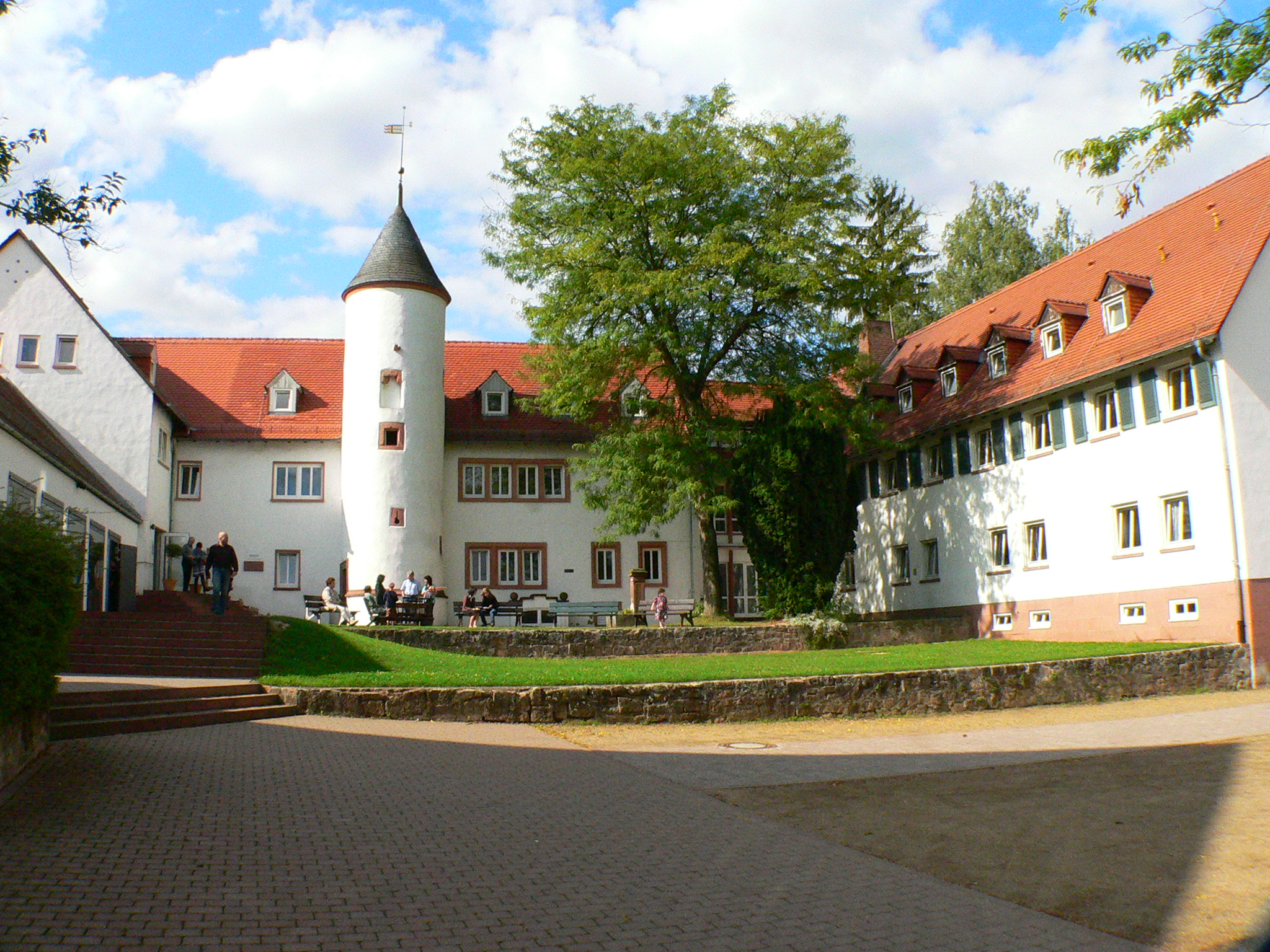
Terrassenhof mit Propstei (m.) und Neuem Bau (r.)

Das Kloster Höchst in Höchst im Odenwald war ein zwischen 1177 und 1244 vom Kloster Fulda über dessen Besitztum Burg Breuberg gegründetes ehemaliges Filialkloster der Augustinerinnen. 1503 verließ die letzte verbliebene Nonne das Kloster, das 1511 mit Benediktinerinnen neu besetzt wurde. Im Laufe der Reformation wurde das Kloster 1568 aufgelöst und als evangelischer Klosterfonds fortgeführt. Die in der Folge stark erweiterte Anlage ist seit 1957 im Besitz der Evangelischen Kirche in Hessen und Nassau. 1962 zog das Evangelische Jugendzentrum Kloster Höchst in das Anwesen. Seit 2004 dient das ehemalige Kloster als Jugendbildungsstätte.
Zu der erhaltenen Klosterausstattung gehören in der ehemaligen Kloster- und heutigen Pfarrkirche neben Grabplatten aus dem 14. Jahrhundert drei Altäre aus der Zeit der Augustinerinnen und ein Altar aus der Zeit der Benediktinerinnen. Besonders bemerkenswert ist die im Klosterhof gefundene Figur des „Höchster Klosterlöwen“, eine um 1200 gefertigte, ausdrucksstarke Sandsteinskulptur.

## Lage

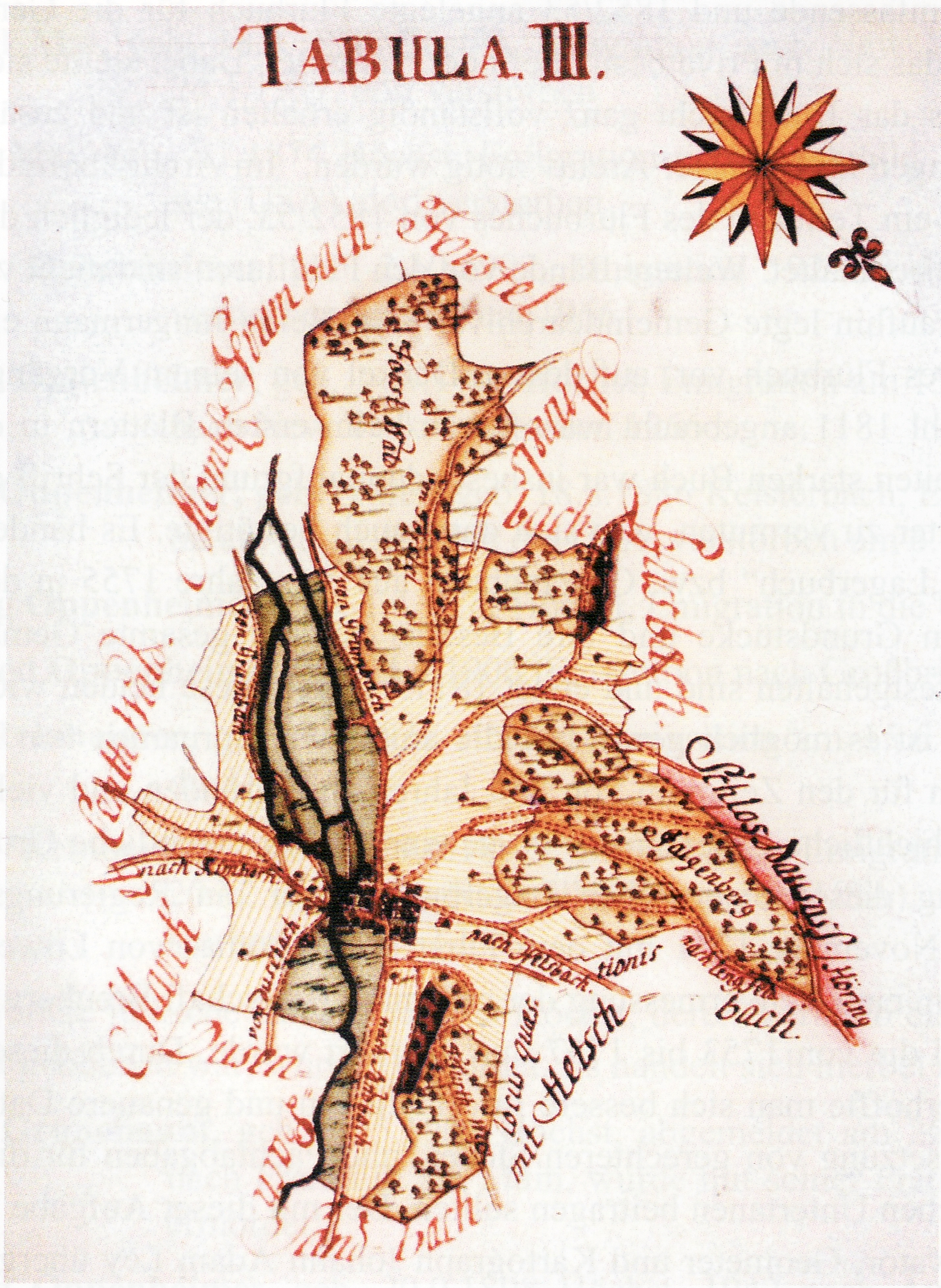
Karte der Gemarkung Höchst (1753)

Das Kloster Höchst liegt am nördlichen Rand der Kernstadt von Höchst im Odenwald am südlichen Hang des Schorschberges, am Kirchbergweg oberhalb des Hetschbachs, der bis ins 19. Jahrhundert offen durch den gleichnamigen Ortsteil floss. Einen Besucherparkplatz gibt es unweit davon entfernt in der Frankfurter Straße. Die heute dreiflügelige Anlage mit Mittelbau und Kirche hat eine Ausdehnung von etwa 75 mal 55 Metern, die gesamte Klosteranlage mit Grünanlagen von etwa 200 mal 150 Metern.

## Geschichte

### Entstehung des Klosters
Die erste urkundliche Erwähnung von Höchst stammt aus dem Jahr 1156, die des Klosters aus dem Jahr 1244. Veröffentlichte Vermutungen, das Kloster sei vor 1219 gegründet worden, sind aufgrund einer schlechten Quellenlage nicht wissenschaftlich nachzuweisen. Nonnen aus der 1177 gegründeten Kongregation der Augustinerinnen lebten anfangs im Kloster, sodass dessen Gründung zwischen der Ordensgründung und der Ersterwähnung liegen muss und üblicherweise mit „um 1200“ angegeben wird. Die Gründung ging vom Kloster Fulda aus, das sich bereits zu dieser Zeit umfangreiche Besitzungen im nördlichen Odenwald gesichert hatte, unter anderem gegen Ende des 12. Jahrhunderts die Burg Breuberg, den Mittelpunkt der späteren Herrschaft Breuberg, die als Kleinstaat bis 1806 bestand und zu der Hetschbach bis dahin gehörte.
Der eigentliche Stifter des Klosters ist nicht bekannt. Durch das Kloster Fulda erhielten die Pfalzgrafen bei Rhein die Schutz- und Schirmherrschaft über das Kloster Höchst als Lehen, die es als Afterlehen an die Herren von Crumbach übertrugen.

### Weiterführung bis zur Reformation
Das Kloster Höchst erreichte lokale Bedeutung als religiöses Zentrum des nördlichen Odenwalds. Fast 300 Jahre wurde es von den Augustinerinnen geführt, nach deren Ordensregeln liturgisches Feiern (Chorgebet) und diakonisches Handeln (Krankenpflege) eine Einheit bildeten. Zum Unterhalt des Klosters trugen üblicherweise Erträge aus der Land- und Forstwirtschaft bei, die durch zahlreiche Güterüberschreibungen in der Umgebung von Höchst beurkundet sind. So verkauften 1279 und 1282 Marquardt von Rosenbach und sein Sohn Ulrich umfangreiche Güter, darunter ein Gut zu Breitenbrunn, an das Kloster Höchst.
Vielfach sind Angehörige der Adelsfamilien des vorderen Odenwalds (Grafen von Erbach, Gans von Otzberg, Wambolt von Umstadt) als Nonnen im Kloster Höchst belegt. In der Regel handelte es sich um Töchter aus kinderreichen Adelsfamilien, was die Zahlung einer Mitgift im Falle einer Verheiratung vermied. So erwuchs dem Kloster eine weitere Einnahmequelle durch die Übertragung von Zehntrechten und anderen Privilegien, die die Güter- und seine Besitzverhältnisse stützten.
Der Grundbesitz des Klosters lag vornehmlich in den Zehnten Otzberg und Umstadt. Dazu gehörten neben Höchst 31 weitere Ortschaften: Annelsbach, Breidenbach, Breitenbrunn, Dieburg, Dorndiel, Dusenbach, Forstel, Frau-Nauses, Groß-Umstadt, Habitzheim, Hassenroth, Heubach, Hummetroth, Kleestadt, Klein-Umstadt, König, Lengfeld, Mosbach, Mümling-Grumbach, Nieder-Klingen, Ober-Klingen, Pfirschbach, Radheim, Richen, Semd, Sickenhofen, Wald-Amorbach, Wiebelsbach, Huppelnheim, Unrode und Wackenbrunn.
Dem Kloster gelang es so, bis ins 14. Jahrhundert seinen Besitz zu vergrößern. Dann zeigten sich, wie in vielen anderen Klöstern der Zeit auch, wirtschaftliche Probleme. 1400 kam es zu ersten Zwangsverkäufen von klösterlichen Gütern, um Schulden zu tilgen. Durch die Einflussnahme des Mainzer Erzbischofs Dietrich Schenk von Erbach wurde 1448 die Kirche von Ober-Klingen mitsamt allen Einkünften und Rechten dem Kloster in Höchst unterstellt, um der fortschreitenden Verarmung entgegenzuwirken. Als weitere Hilfsmaßnahme erhielt es 1452 die Zehnte aus Kirchbrombach, Höchst und den Flachszehnt aus Dusenbach. Auch eine 1453 von Graf Wilhelm zu Wertheim genehmigte klostereigene Schäferei und die daraus resultierende Textilherstellung verschafften den Nonnen notwendige Einkünfte.
Anfang des 16. Jahrhunderts fehlte es dem Kloster so sehr an Ordensnachwuchs, dass 1503 die letztverbliebene Nonne, Anna von Geiling, abgefunden und in ihre Heimat geschickt wurde. Der Fuldaer Fürstabt Johann II. Graf von Henneberg-Schleusingen besetzte nach dem Tod Annas am 21. Juli 1511 das Kloster Höchst neu mit Benediktinerinnen. Diese führten es die folgenden 64 Jahre weiter, obwohl sich die Reformation in der Herrschaft Breuberg, die inzwischen von Graf Georg II. von Wertheim regiert wurde, bereits 1537 bis 1542 vollzogen hatte. In diesem Zeitraum wurden auf Veranlassung der Gräfin Barbara von Wertheim in ihrer Funktion als Vormund des noch unmündigen Grafen Michael III. die Pfarrstellen in den umliegenden Dörfern mit evangelischen Pfarrern besetzt. Dennoch blieb die Pfarrstelle an der Klosterkirche zu Höchst bis 1567, dem Todesjahr der letzten noch verbliebenen Nonne und Äbtissin Anna Gans von Otzberg, in der Hand eines katholischen Pfarrers, der gleichzeitig Prior des Klosters war.

### Vorsteherinnen und Vorsteher
Das Augustinerinnenkloster Höchst wurde von einem Propst und einer Meisterin geleitet. Die folgende Liste basiert auf den nicht immer fortlaufenden und teilweise widersprüchlichen Einsetzungsurkunden.
Pröpste
- 1244 Conrad
- 1246, 1249 Johannes I.
- 1282 Dyther
- 1301, 1303 Heinrich von Phersdorff
- 1305–1309 Bertold von Wiesenfeld
- 1312 Berno
- 1313 Emmeram
- 1314–1336 Berno
- 1347–1349 (?) Johannes II.
- 1343–1374 Groschlag zu Dieburg (Grasloc)
- 1375, 1383 (?) Erwin Löw de Steinfurt
- 1378, 1384–1391 (?) Johann von Rorbach
- nach 1395 Heinrich Fink von Altenburg
- 1410–1424 Simon von Wolkenstein
- 1424–1475 Balthasar von Haun
- 1475 Johannes von Hutten
- 1508 Johannes Loher (Verwalter des unbesetzten Klosters)

Meisterinnen
- 1320 Irmengart
- 1331–1345 Ida von Erbach
- 1353, 1356 Elisabeth
- 1370, 1378 Ursula „Stille“
- 1384 Mechthilde von Rohrbach
- 1391, 1397 Yrmele von Waltmann („Waltmännin“)
- 1402 Fyhe („Kreyssen“) von Buergenstad
- 1403 Agnes Wambolt von Umstadt
- 1404 Contzel von Ulbach
- 1448, 1452 Ida von Erbach
- 1457–1458 Magdalene von Rosenbach
- 1475, 1491 Margarete Schad
- vor 1503 Magdalene von Brubach („von Angeloch“)
- 1503–1508 Anna von Geiling

Nach dem Tod Anna von Geilings 1511 wurde das Kloster mit Benediktinerinnen besetzt, denen ein Propst und eine Äbtissin vorstanden.
Pröpste
- 1511 Johann Scharlach
- 1511–1520 Paul von Kutzleben
- 1520–1538 (?) Johannes von Hundelshausen
- 1539–1545 Eustachius Butler („Treusch“)
- 1545–1567 (?) Kaspar Lang

Äbtissinnen
- 1511, 1543 Margarete Reuser
- 1566–1567 Anna Gans von Otzberg

### Dreißigjähriger Krieg
Nach Auflösung des Klosters Höchst um 1568/1569 setzte Fulda Pröpste ein, um die angenommenen Rechtsansprüche zu wahren. Sie hielten sich jedoch nicht im aufgehobenen Kloster auf.
- 1570–1572 Johannes Eitel von Trohe
- 1609–1618 Georg von Hatzfeld
- 1614, 1619 Peter Ernst von und zu der Fels
- 1624–1630 Johann Friedrich von Kerpen
- 1642–1681 Philipp Christoph von Rosenbach

Nach dem Tod Michaels III. erlosch die Wertheimsche Linie. Die Erben der Herrschaft, die Grafen von Erbach und die Grafen von Stolberg, beschlossen die Auflösung der Propstei Höchst. Es entbrannte ein langjähriger Streit mit der Mutterabtei, die ab 1572 unter anderem durch Fürstabt Bernhard Gustav von Baden-Durlach, letztlich erfolglos, die Herausgabe des Klosters Höchst und der Klostergüter verlangte.
Im Januar 1620, im zweiten Jahr des Dreißigjährigen Krieges, waren zehn Reiter des Grafen Johann Dietrich von Löwenstein, der zum katholischen Glauben zurückgekehrt war, in Höchst einquartiert. Im Mai 1621 rückten 3000 spanische Reiter in die Herrschaft Breuberg ein. Die großen Plünderungen und Verwüstungen begannen und erreichten im September 1627 mit der Einquartierung eines Regiments des Don Verdugo in Höchst ihren Höhepunkt. Fürstabt Johann Bernhard Schenk zu Schweinsberg nutzte 1628 die geschwächte Situation der Herrschaft Breuberg aus und trug erneut sein Ansinnen, das Kloster Höchst zurückzuerhalten, Kaiser Ferdinand II. vor, der zwei Jahre später kaiserliche Reitertruppen nach Höchst sandte und das Kloster am 17. Dezember 1630 gewaltsam einnehmen ließ. Zu dieser Zeit wütete in Höchst die Pest. Die Bevölkerungszahl schrumpfte von vormals 230 (um 1620) auf 25. 18 Jahre nach der Einnahme des verwaisten Klosters, am 24. Oktober 1648, stellte der Westfälische Friede den vorhergehenden Besitzstand wieder her. Er lag nun wieder bei den Erben der Herrschaft Breuberg, den Erbachern und Löwensteinern.

### Höchster Klosterfonds
Der Besitz des Klosters wurde nach der Reformation nicht wie andernorts aufgelöst, sondern zum Unterhalt von Kirchen, Schulen und diakonischem Wirken weiterverwendet. Hierzu diente der neu geschaffene und bis heute bestehende „Höchster Klosterfonds“, der seine Einkünfte, vor allem aus dem Höchster Klosterwald, für die Ziele des alten klösterlichen Lebens einsetzte, auch wenn dieses nicht mehr bestand. Dazu wurde bestimmt, dass die Mittel des Fonds zu frommen Zwecken, namentlich zur Besoldung von Pfarrern und Schullehrern, zur Unterhaltung der Kirchen- und Schulgebäude und zur Unterstützung von Armen verwendet werden. Die Überschüsse, die der Klosterfonds erwirtschaftete, wurden von den Standesherren verwaltet. Die rechtliche Grundlage für den Fonds wurde vertraglich mehrfach erneuert, zuletzt 1820. Die Verwaltung des Klosterfonds oblag bis 1924 der Fürstlich-Löwenstein-Wertheim-Rosenbergsche Domänenkanzlei und der Fürstlich-Erbach-Schönbergsche Rentkammer.
Eine der ersten Finanzierungen betraf den Neubau der Klosterkirche Höchst Mitte des 16. Jahrhunderts. Bis auf den romanischen Turm wurde sie abgerissen und durch eine der reformatorischen Liturgie angepasste Gemeindekirche ersetzt. Dies war der erste Neubau einer evangelischen Gemeindekirche nach der Reformation auf dem Gebiet des heutigen Deutschland.
Seit 1827 war der Klosterfonds immer wieder öffentlichen Vorwürfen ausgesetzt, seine Mittel nicht den Bestimmungen gemäß einzusetzen. So klagten mehrere zahlungspflichtige Gemeinden wiederholt gegen die mangelnde Unterstützung aus dem Kirchenfonds. Als Wortführer trat der Landwirt und Abgeordnete Johann Friedrich König aus Annelsbach vor der ersten und zweiten Kammer des Großherzogtums Hessen auf und beschuldigte die Fondsverwalter, zweckentfremdet Auslandsrenten und -pensionen zu zahlen. König verlangte mehrfach eine Revision, die aber stets von der Kammer abgelehnt wurde.
Um den Vorwürfen entgegenzuwirken, begann der Fonds wieder mit verstärkter Unterstützung von Gemeindeprojekten. So wurde beispielsweise 1834 bis 1836 aus Mitteln des Höchster Klosterfonds auch das Schulhaus von Rimhorn errichtet, das laut Schulchronik am 6. Dezember 1836 eröffnet wurde.
1848 kam es erneut zu den bekannten Vorwürfen. Abgeordnete der Gemeinden Neustadt, Rai-Breitenbach, Sandbach und Vielbrunn überbrachten am 10. März 1848 ein Schreiben mit Forderungen an den Grafen Ludewig zu Erbach-Schönberg, in dem gefordert wurde, die Verzichtleistung auf die Ansprüche an den Höchster Klosterfonds […] und Abtretung der Oberaufsicht an den Staat mit allen Rechten so zwar, dass die Überschüsse den Gemeinden der Herrschaft Breuberg namentlich zur Hebung von Schul- und Bildungsanstalten und Unterstützung der Armen einzig und allein überlassen werden. Eine Abordnung aus Haingrund, die am 12. März 1848 dem Grafen zu Erbach-Schönberg eine Petition mit der Bitte um Unterstützung der Schulbesoldung aus dem Klosterfonds überbrachte, gab sich mit der allgemeinen Zusage zufrieden, dass auf Verbesserung der Schulbesoldung hingewirkt werden sollte.
1912 erschien in der sozialdemokratischen Parteipresse ein Artikel, der die Vorwürfe erneut aufgriff. Angeprangert wurde wieder die Verwendung der Stiftungsgelder, indem der Autor feststellte, dass die als Verwalter eingesetzten Herren von Breuberg sich herzlich wenig um den ursprünglichen Stiftungszweck gekümmert zu haben [scheinen] und haben vorwiegend die Einkünfte für eigene Zwecke verwandt. Die Gemeinden, die da glaubten, auf Grund der Stiftung Ansprüche an den Fonds erheben zu können, wurden abschlägig beschieden und [es] mussten wiederholt Prozesse gegen den Fonds seitens der Gemeinden geführt werden.
Erst die Novemberrevolution von 1918 brachte die Übergabe der Verwaltung des Höchster Klosterfonds an die beteiligten Gemeinden. Endgültig vollzogen wurde sie jedoch erst zum 1. April 1926.
1949 von Ernst Behm, dem damaligen evangelischen Jugendleiter in Darmstadt, angeregt und 1950 vom Höchster Pfarrer Schanz ermöglicht, fand im ehemaligen Kloster Höchst erstmals eine Sommerfreizeit der Jungschargruppe statt. Hierfür wurden die Räume des Dachbodens über der Pfarrwohnung mit Feldbetten ausgestattet und das als Scheune genutzte Refektorium von eingelagertem Gerümpel befreit. Auch der damalige Gemeinderaum der Höchster Kirchengemeinde stand zur Verfügung. Diese erste Jugendfreizeit legte den Grundstein zur weiteren Nutzung der Klosteranlage. 1957 übernahm die Evangelische Kirche in Hessen und Nassau die Verantwortung für den weiteren Ausbau des Klosters als Jugendzentrum. In Etappen wurde der gesamte Klosterkomplex dem Höchster Klosterfonds abgekauft, renoviert und erweitert.
Da die bürgerlichen Gemeinden letztendlich zum 1. April 1964 vollständig aus der Nutzung des Fonds ausschieden, sind seitdem nur noch die Evangelischen Kirchengemeinden oder Pfarreien Höchst, Kirch-Brombach, Lengfeld, Mümling-Grumbach, Neustadt, Ober-Klingen, Rimhorn, Sandbach, Seckmauern und Vielbrunn Träger des nach wie vor begüterten Höchster Klosterfonds.
Im Jahr 2014 wurde der Klosterfond in die „Stiftung Höchster Klosterfonds“, eine rechtsfähige kirchliche Körperschaft des öffentlichen Rechts umgewandelt. Als Zweck der Stiftung legt die Stiftungsurkunde die Förderung der kirchlichen Arbeit im Breuberger Land, insbesondere der Arbeit der Evangelischen Kirchengemeinden Höchst im Odenwald, Kirch-Brombach, Lengfeld, Mümling-Grumbach, Ober-Klingen, Rimhorn, Sandbach-Neustadt, Seckmauern und Vielbrunn fest. Laut Stiftungsurkunde beträgt das Vermögen etwa 0,9 Millionen Euro.

## Baugeschichte

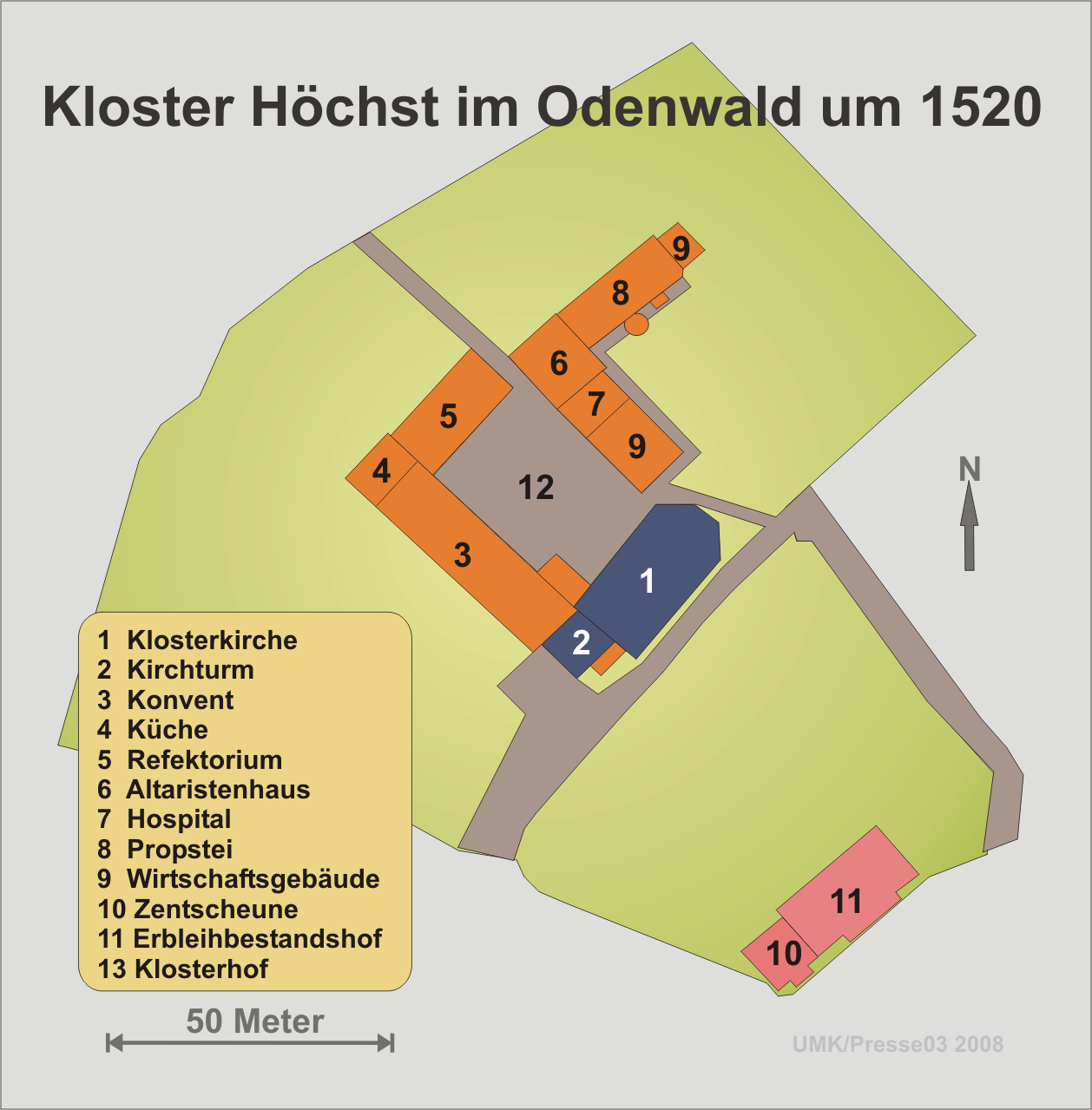
Plan des Klosters Höchst um 1520

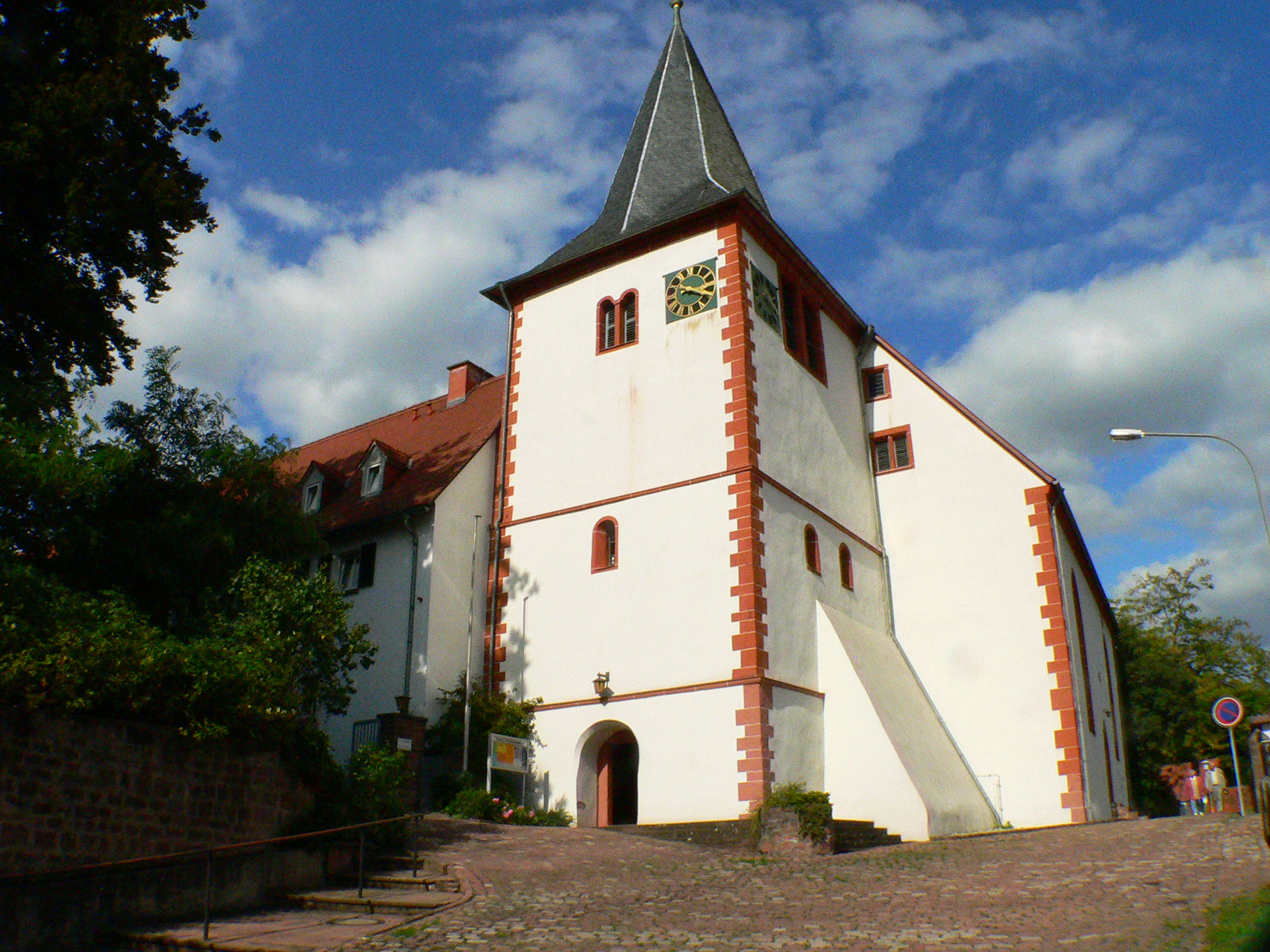
Kloster- und Pfarrkirche Höchst

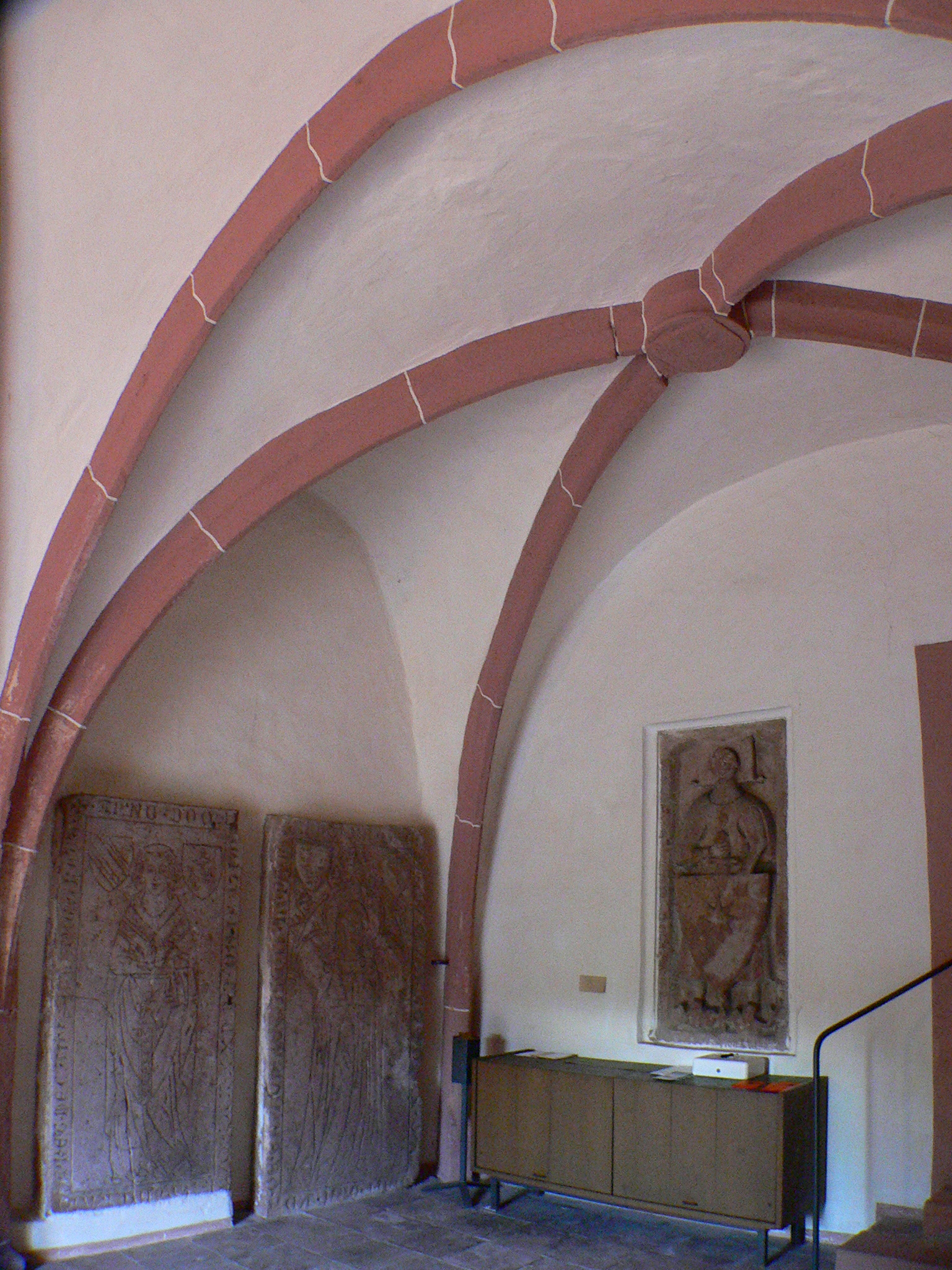
Turmhalle der Klosterkirche

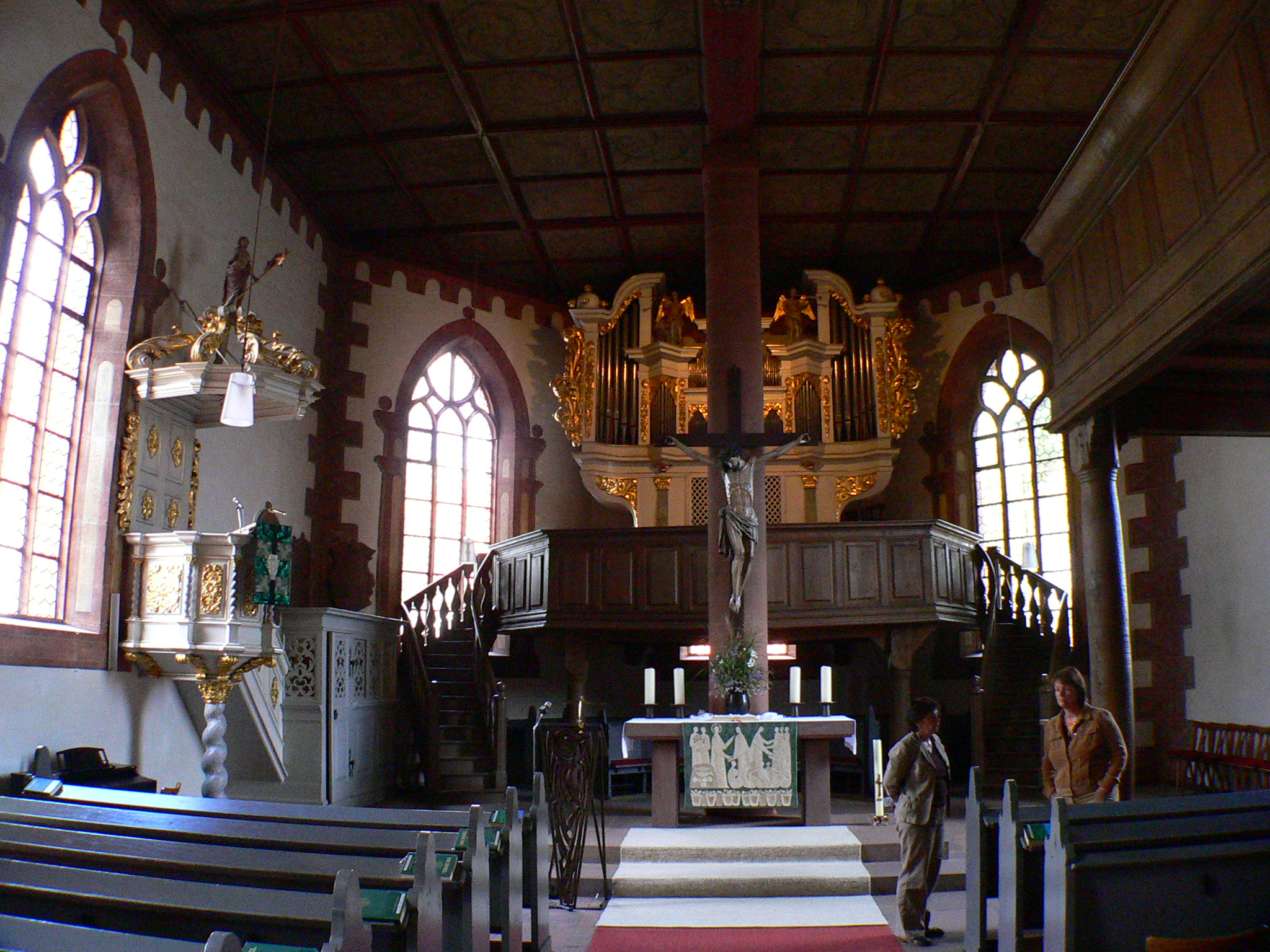
Kircheninnenraum

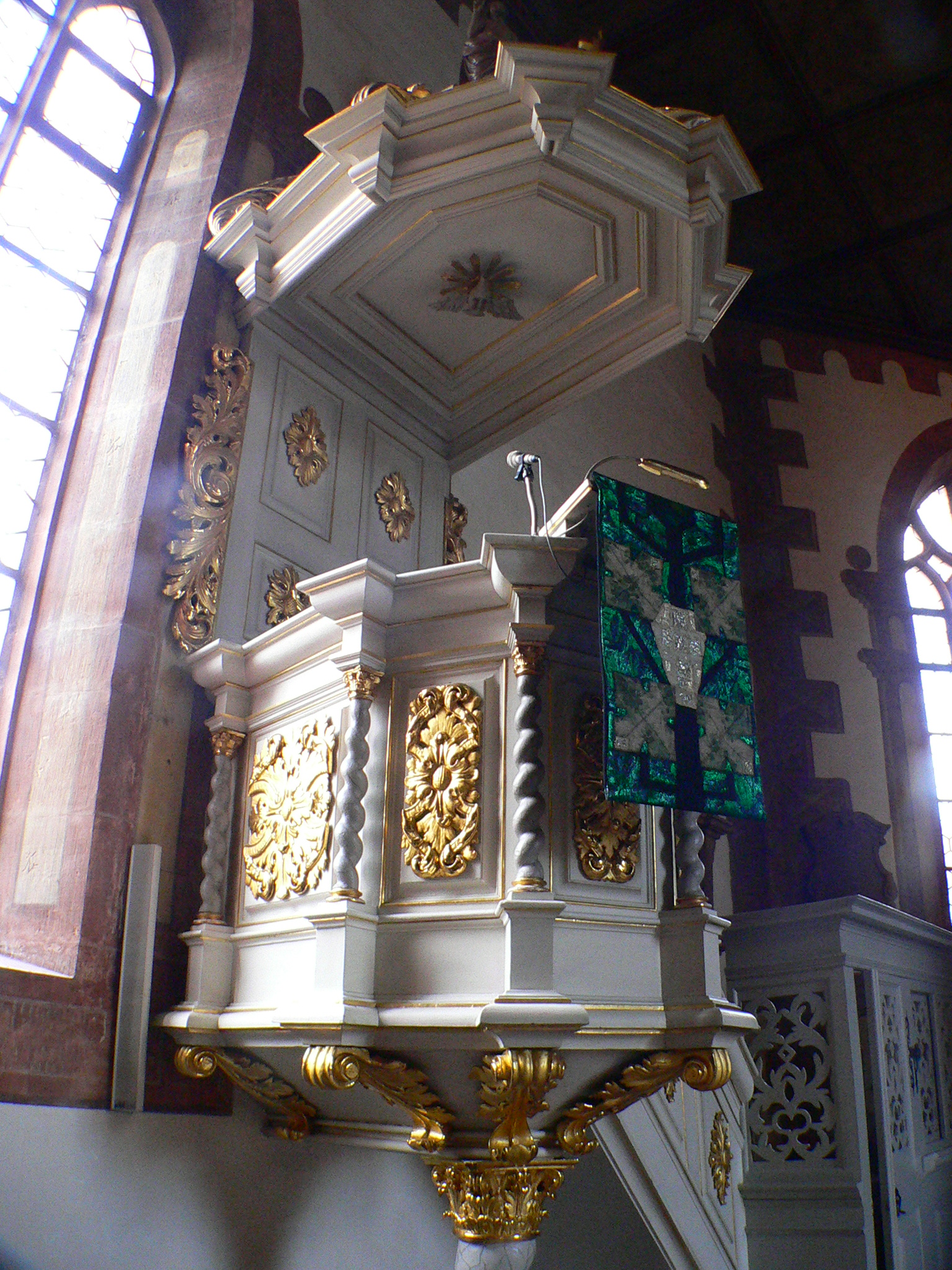
Kanzel in der ehem. Klosterkirche

### Gebäudeanordnung um 1520

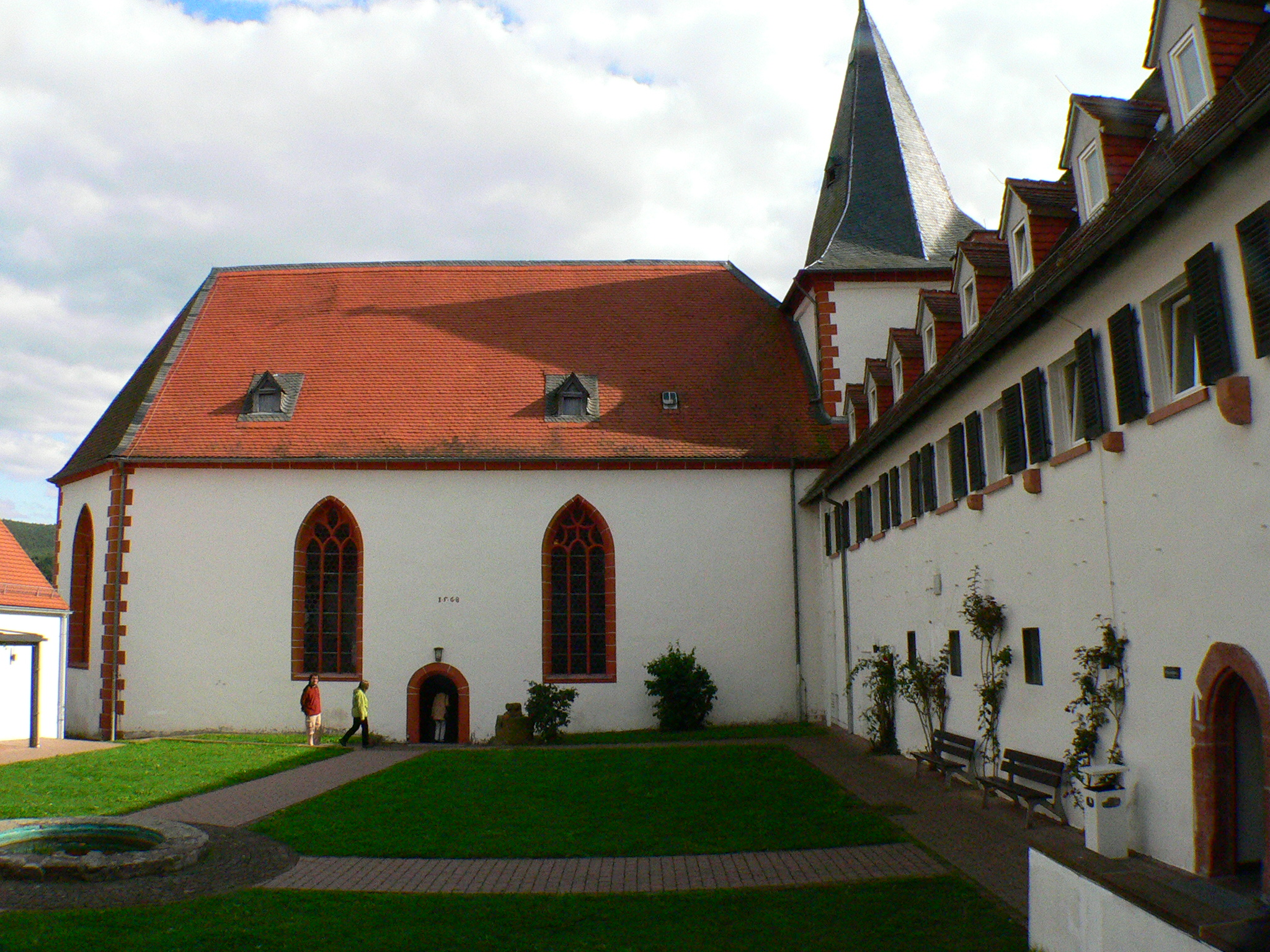
Kirche und Konventbau

Den verschiedenen Ämtern und Aufgaben eines Klosters gemäß gruppierten sich seine Bauten klar strukturiert um einen fast quadratischen, geschlossenen Innenhof. Der Kirchturm bildete den südwestlichen, alle anderen Gebäude überragenden Eckpfeiler des Gevierts. Nach Osten angebaut war die Klosterkirche, die gleichzeitig Pfarrkirche war, nach Norden an den Turm gelehnt der lang gestreckte Konventbau. Im rechten Winkel dazu schlossen sich als nördlicher Abschluss Refektorium und Altaristenhaus an. Gegenüber dem Konventbau folgte zunächst ein Wirtschaftsgebäude und daran anschließend ein Hallenbau, der als Scheune und im Dachgeschoss später als Krankensaal (Hospital) diente. Das Altaristenhaus, das nach Nordosten zum Teil bereits außerhalb der Klausur stand, wurde von der befestigten Propstei fortgesetzt, einem repräsentativen Bau mit malerischem Treppenturm.
Die gesamte Klosteranlage war ursprünglich durch eine Umfassungsmauer befestigt, die bis zum Ausbau 1957 bestand. In historischer und topographischer Einheit mit dem Kloster befanden sich unterhalb davon das einstige Zehnthaus, später Amtsgericht, und der klösterliche Erbleihbestandshof, der im 20. Jahrhundert in alten Umrissen als Hotel Burg Breuberg neu erbaut wurde. Das Ensemble steht als Gesamtanlage nach § 2 Abs. 2 (1) Hessisches Denkmalschutzgesetz unter Schutz (siehe Liste der Kulturdenkmäler in Höchst im Odenwald).

### Konventbau
Im lang gestreckten Konventbau, dessen Ursprung nicht genau datiert werden kann, mit seinem stattlichen Satteldach, befanden sich die Wohnung der Meisterin und die Zellen der Nonnen, die mit Andachtsbildern bemalt waren. 1926 waren davon einige noch zu erkennen, unter anderem das Bildnis einer älteren Nonne, die ein Kruzifix im Schoß hielt und zu deren Füßen eine jüngere Nonne kniete. Bis 1957 waren auf den Putzfeldern zwischen den Fachwerkbalken drei Fresken sichtbar. Das erste zeigte die Verkündigung mit der knienden Maria am Betpult vor einem dunklen Vorhang. Das zweite Bild, das die Geburt Christi wiedergab, zeigte zwei kniende Gestalten und rechts davon das Jesuskind, dahinter Ochs und Esel. Bei dem dritten Fresko handelte es sich wahrscheinlich um ein Stifterbild mit drei Personen im Vordergrund. Der Hintergrund des Bildes zeigte einen Turm neben einem hohen Haus und eine Gebäudegruppe mit gekuppelten Rundbogenfenstern und Quadermauerwerk. Weiter hinten auf einem Berg waren ein burgartiger Komplex mit Wehrmauer und einem runden Eckturm zu erkennen. Wahrscheinlich handelte es sich hier um eine der ersten bildlichen Darstellungen des Klosters Höchst und des Breubergs. Die beschriebenen Fresken sind nicht erhalten, sie wurden bei den ersten neuzeitlichen Umbauarbeiten (Einrichtung der Pfarrwohnung) 1957 überputzt.
Etwa in der Mitte des Konventbaus führte eine kleine gotische Pforte, die, wie die Steinmetzzeichen zeigen, von einem im Oberstift Mainz tätigen Meister 1515 gefertigt wurde, in den Klosterhof. Einige Kragsteine in der Wand lassen erkennen, dass es hier früher zumindest eine gedeckte Halle gab. Ein umlaufender Kreuzgang um den Innenhof ist nicht nachzuweisen. Im Gebäude gegenüber der erwähnten Pforte befand sich talseitig eine größere aus gleicher Zeit als Klosterpforte. Beide Pforten sind bis heute erhalten. Die Jahreszahlen 1534 und 1588 außen am Konventbau weisen auf spätere Umbauten durch die Benediktinerinnen hin. An den Konventbau schloss sich nördlich die kleine Klosterküche an.

### Refektorium

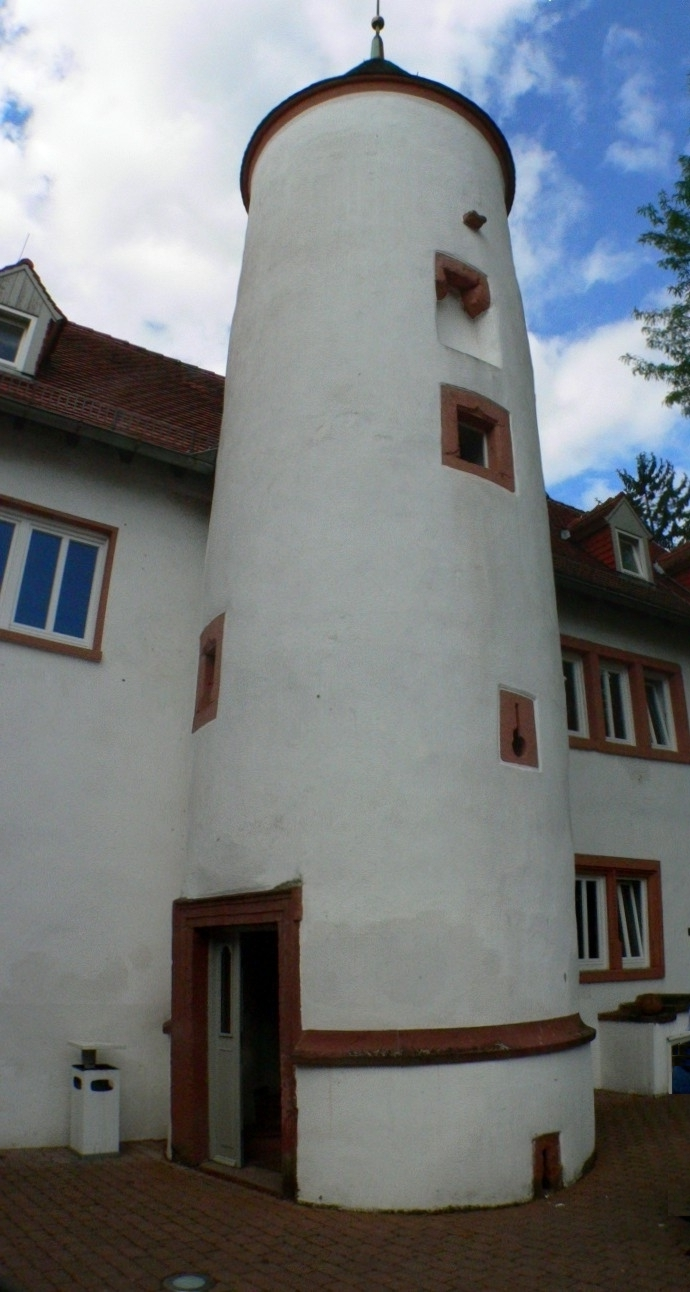
Treppenturm an der Propstei

Das klösterliche Gemeinschaftsleben spielte sich außerhalb der Kirche im ansehnlichsten Gebäude der ursprünglichen Klosteranlage, dem Refektorium, ab, das unmittelbar an das Küchengebäude grenzte. Die Architektur des in diesem Gebäude untergebrachten Speisesaals war deshalb auch feierlicher als die des schlichten Konventbaus. Den Eingang vom Klosterhof her bildete ein Spitzbogenportal in rechteckiger Umrahmung mit Birnstabprofilen und Hohlkehlen und vorgelagerter, zweiseitiger Freitreppe. Links davon ist auch noch ein altes Fenstergewände erhalten, das zum Saal gehörte. Der Bau in dieser Ausführung entstand wahrscheinlich erst 1511 mit dem Einzug der Benediktinerinnen. Dabei wurde ein Vorgängerbau, der nicht datiert werden kann, verwendet.

### Propsteihaus
Das Propsteihaus, das ebenfalls aus dem Beginn des 16. Jahrhunderts stammt, wird vom mit mehreren Schlüsselscharten und gotischen Fenstern versehenen Treppenturm dominiert. Ursprünglich besaß er anstelle der Dachhaube mit Wetterfahne einen Zinnenkranz, der die Wehrhaftigkeit des Klosters schon von Weitem betonte. Im Inneren der Propstei ist neben einer steinernen Wendelstiege auch ein mit Maßwerk gezierter Türsturz erhalten, der die Zahl 15 und die Inschrift „hie bertoldus“ trägt, was auf einen Propst namens Bertold hindeutet, der hier wohnte. Handelte es sich um den einzig mit diesem Namen nachgewiesenen Propst Bertold von Wiesenfeld (1305–1309), wäre dieser Türsturz der Hinweis auf einen Vorgängerbau. Die außen angebrachte Jahreszahl 1592 weist auf einen Umbau zu Zeiten der Benediktinerinnen hin.

### Kirche
Vom Höchster Marktplatz in der Groß-Umstädter Straße aus führt ein breiter, gepflasterter Weg hinauf zur Kirche. Der Eingang für Kirchenbesucher liegt im Sockelgeschoss des Kirchturms. Eine niedrige Rundbogenpforte führt in die quadratische Eingangshalle, die aus Bruchsteinmauerwerk mit unregelmäßigen Eckquadern besteht.
Dem Turm aus dem späten 12. Jahrhundert folgte ursprünglich ein Kirchenschiff, das größer als der nach der Reformation errichtete Neubau war. In seiner nördlichen Längsseite befand sich ein Portal zum Klosterhof hin. Die Kirche war zugleich Kloster- und Pfarrkirche. Sie war Maria, der Mutter Jesu, geweiht und besaß vier Altäre: den Nikolausaltar, den Leonhardaltar, den Altar Unserer Lieben Frau und den Heiligkreuzaltar. Die erste Erwähnung des Nikolausaltars aus dem Jahr 1391 gab es aus Anlass einer gestifteten Frühmesse. Marien- und Heiligkreuzaltar wurden erstmals 1421 erwähnt, als für deren Ausschmückung ein Ablassbrief erteilt wurde. Der Leonhardsaltar wurde 1543 ersterwähnt. Einer der Altaristen war der 1336 verstorbene Dekan Friedrich Krafto, dessen Grabstein in der Turmhalle an der Wand lehnt, zusammen mit dem Stein der Meisterin Ida von Erbach († 1345).
Das Kirchenschiff, das im Laufe von 200 Jahren baufällig geworden war, musste 1566 einem Neubau weichen. Die Turmhalle, deren Erneuerung bereits im 15. Jahrhundert begonnen hatte, erhielt ein zweijochiges Rippengewölbe, das ohne Kapitelle aus mehrseitigen Wandpfeilern strebt. Einer der beiden Schlusssteine trägt noch schwach erkennbar das Wappen des Mainzer Erzbistums mit der üblichen Anordnung der Mainzer Räder, der andere, nur als Fragment erhaltene, vermutlich das Wappen des Erzbischofs Dietrich Schenk von Erbach mit den Erbacher Sternen. 1453 wurde der Turm um eine Klangarkade in Form von schmalen Mauerdurchlässen mit Rundbögen erweitert.
Der Neubau der Kirche, der 1566 begann, ist in folgender Inschrift festgehalten:
Diese Kirche ist von Grundt und newem angefangen und ausgebawt bei Regierung des Wolgeborenen Herrn Ludwigs Graven zu Stolberg, Königstein und Herrn Georgen Graven zu Erpach, allen Herrn zu Breuberg, im Jahr Christi 1566.
Jede Vollendung eines Bauabschnitts erhielt eine außen angebrachte Jahreszahl. Die letzte datiert auf die Fertigstellung 1568. Die neue Kirche entsprach nicht mehr den klösterlichen Anforderungen von Chorgebet und Altardienst, sondern denen einer evangelischen Predigtkirche. Der Kirchenraum wurde als dreiseitiger, geschlossener und sparsam geschmückter Saal errichtet. Beide Längsseiten erhielten neue Portale mit sorgfältig behauenen Einfassungen und die Fenster gotisierendes Maßwerk. Da der Raum unter dem Kirchendach als Fruchtspeicher diente, wurde wegen des Gewichts die flache Decke durch mächtige Säulen gestützt, sodass der Eindruck entstand, der Kirchenraum sei zweischiffig.
Gemäß dem neuen Geist der Reformation mit den Schwerpunkten auf Wortverkündigung, Lobgesang und Kirchenmusik wurden Kanzel und Orgel besonders betont. So errichtete man 1708 die Orgel hinter dem Altar in ganzer Breite des Chorhaupts, zur gleichen Zeit im vorderen Drittel der dem Kloster zugewandten Seite eine neue Kanzel, deren Korpus auf einer spiralförmig gedrehten Säule ruht. Auch die Kanzelecken weisen ähnliche Säulchen und Brüstungsfelder mit Ranken und Blättern auf. Auf dem Schalldeckel erhebt sich der auferstandene Christus mit der Kreuzesfahne. An der Stelle dieser Kanzel stand früher der ornamentierte steinerne Taufstein, den der Klosterverwalter Jakob Tulschack 1611 gestiftet hatte. Bei der Errichtung der Kanzel wurde der Taufstein umgesetzt. Über dem Altar hängt seit dem 18. Jahrhundert ein lebensgroßes Kruzifix.
Die Grabplatten, die in der Ursprungskirche im Fußboden eingelassen waren, wurden beim Neubau und späteren Umbauten an den Wänden der Turmhalle angebracht. Dazu gehören die schon erwähnten Platten des Dekans Krafto und der Meisterin Ida, des 1310 verstorbenen Otto von Waldeck und des ersten evangelischen Pfarrers von Höchst, Johannes Würzburger aus Weimar, der 1587 im Alter von 54 Jahren gestorben und unter der ersten Kanzel beigesetzt worden war.
Das Geläut im Glockenraum unter dem Kirchturmdach stammt aus verschiedenen Jahrhunderten. Die Marienglocke, auf der das Gießjahr 1543 steht, ist die älteste Glocke des Geläuts. Sie trägt die halb lateinische, halb deutsche Inschrift: O rex glorie, venit cum pace – maria hilf uns in dein reich. Die zweitälteste Glocke aus dem Jahr 1659 trägt die Inschrift: Sit nomen Domini benedictum nunc et usque in saeculum. Die 1787 gegossene dritte Glocke bekundet in ihrer Inschrift die Namen der Stifter und dass sie auf Kosten der Almosen und milden Beisteuer hiesiger Gemeinde gegossen wurde. Das heutige, mit Lilien besetzte Turmkreuz mit Wetterhahn wurde 1951 gesetzt.

## Heutige Nutzung

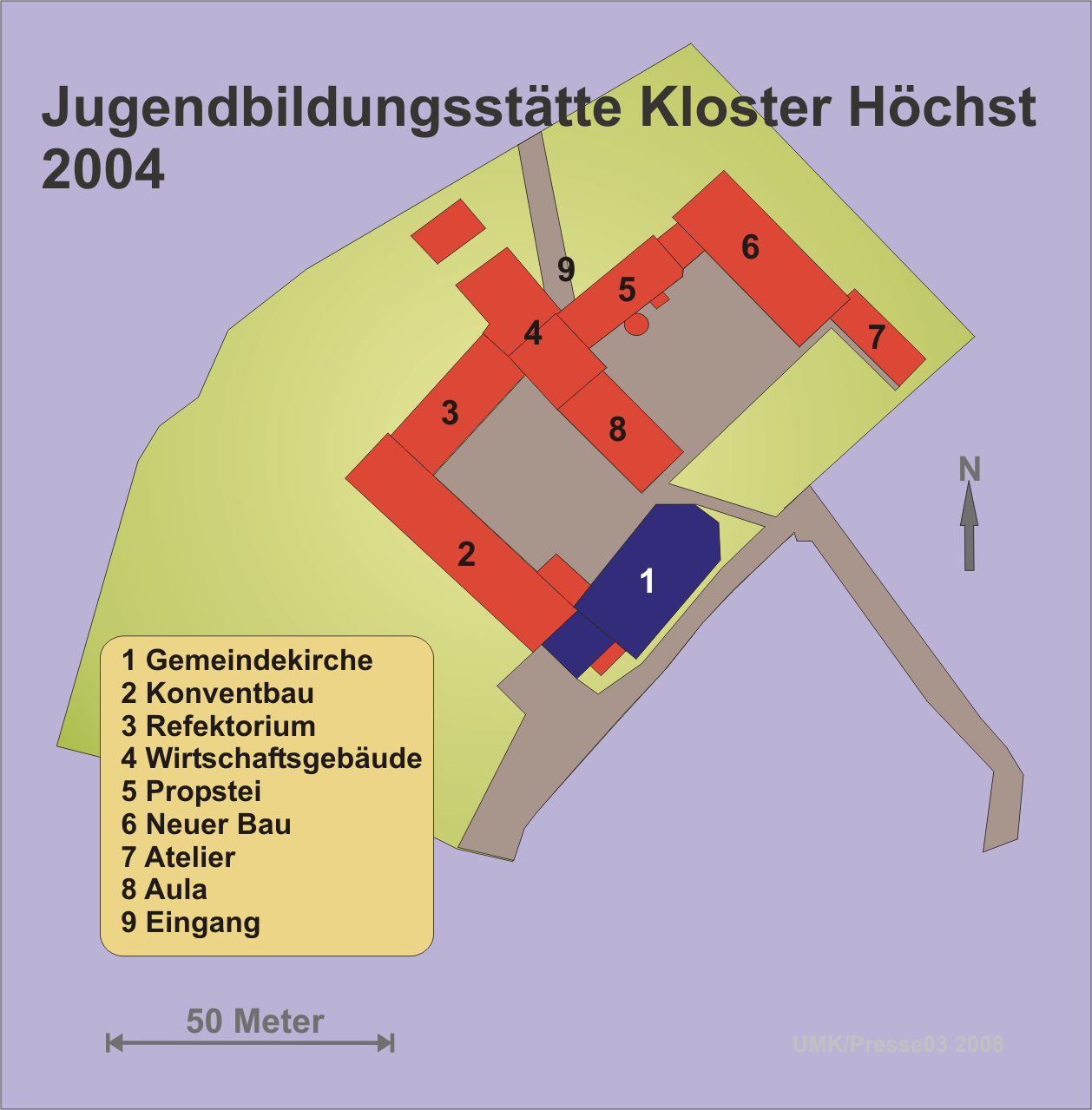
Jugendbildungsstätte 2004

Nach der Renovierung des Propsteigebäudes, des Konventbaus und des Refektoriums wurde der alte Hospitalsaal durch eine neue Aula ersetzt. Als Ersatz für die alte Wohnung im Konventbau erhielt der Gemeindepfarrer ein Pfarrhaus unmittelbar neben dem Kloster. Schließlich wurde der „Neue Bau“ dem Komplex hinzugefügt und am 16. Juni 1962 das „Evangelische Jugendzentrum Kloster Höchst“ eröffnet.
40 Jahre später erwies es sich als notwendig, die Gebäude erneut zu renovieren und zu modernisieren. Für rund vier Millionen Euro und nach 18 Monaten Umbauzeit übergab der Kirchenpräsident der Evangelischen Kirche in Hessen und Nassau, Peter Steinacker am 3. Juli 2004 die neue „Evangelische Jugendbildungsstätte Kloster Höchst“ ihrer Bestimmung.
Seit 1. Januar 2025 wird das Kloster Höchst unter der Trägerschaft des DJH Hessen als Jugendherberge fortgeführt.

## Der Höchster Klosterlöwe

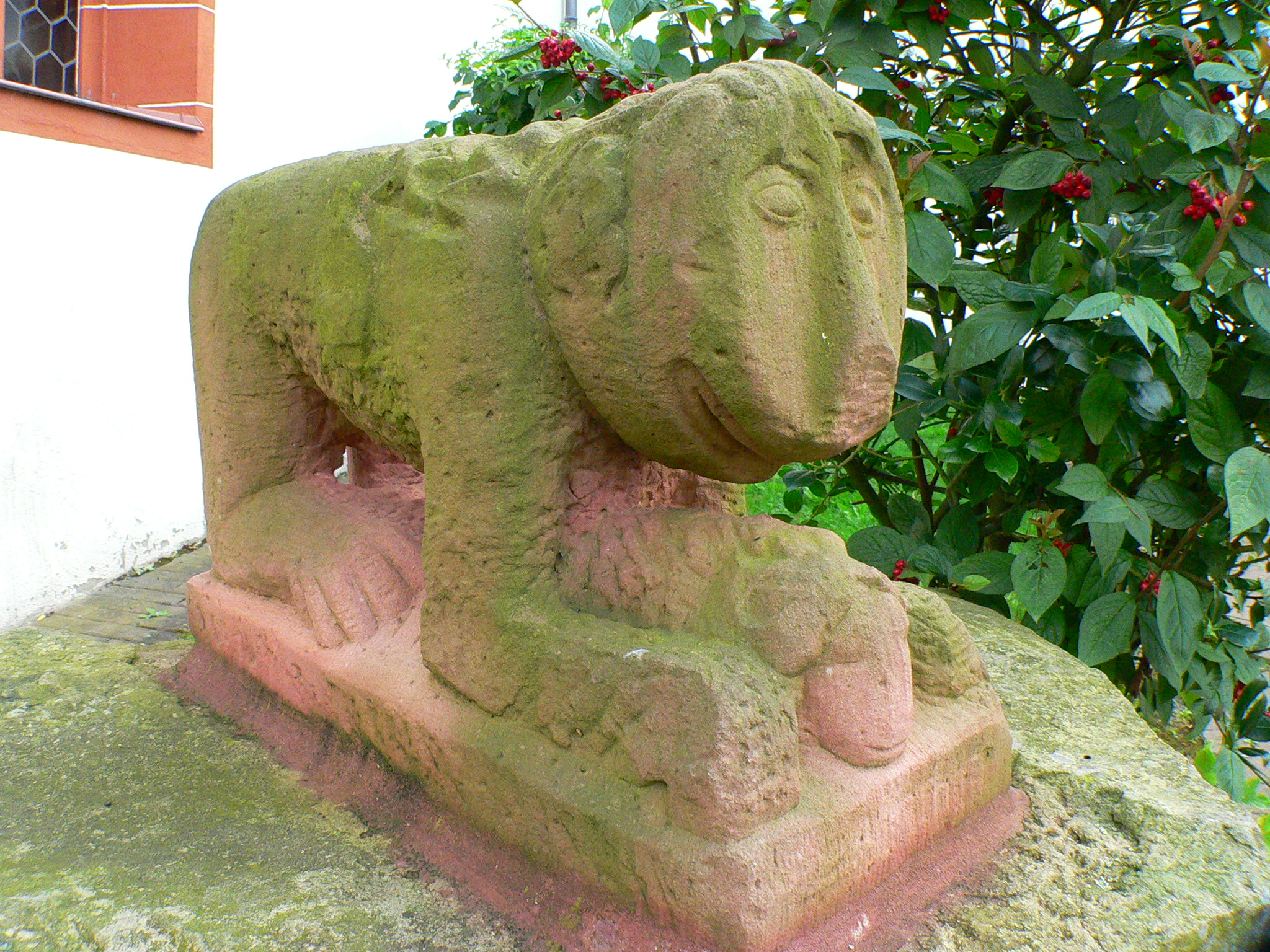
Der Kauernde Löwe

In der Gründungszeit des Klosters spielten Bauplastik und innerhalb dieser architektonischen Gestaltungsgruppe Steinskulpturen eine wichtige Rolle, und zwar in der fest eingegrenzten Funktion wie Schmuck der Portale, Pfeiler, Säulen, Kirchenschiff und Kreuzgang, auch der Fassade.
Als wichtigster Fund aus der Geschichte des Klosters wird der um 1200 datierte „Klosterlöwe“ angesehen. Die im Klostergarten gefundene Figur aus heimischem Sandstein stellt einen kauernden Löwen auf einer Sandsteinbasis dar, die zwar auf beiden Seiten behauen, zwischen den hinteren Pranken des Löwen aber unvollendet geblieben ist. Die kraftvolle Figur des Löwen ist von vorne nach hinten gleichmäßig stark gearbeitet, sodass die Darstellung fast klobig oder klotzig wirkt. Das wie eine Scheibe abgeflachte Gesicht trägt durch eine entsprechende Ausarbeitung von Augenpaar und Nase menschenähnliche Züge. Der Zweck einer Öffnung über dem linken Auge ist nicht ersichtlich. Die vom Kopf bis zur Körpermitte reichende Mähne zeigt Palmettenformen. Der Schweif ist um den Körper gelegt und die Quaste herausgearbeitet, während von den vier Pranken nur die hintere linke Bearbeitungsspuren in Form von Zehenkrallen aufweist. Zwischen den vorderen Pranken liegt ein ebenfalls nicht ausgearbeitetes Lamm. Einkerbungen, besonders deutlich auf der Rückenmitte des Löwen, lassen auf eine bewusste Bearbeitung schließen. Zu welchem Zweck die Kerben eingebracht wurden und warum die Figur nicht vollendet wurde, ist nicht endgültig zu klären.
Auch über den ursprünglichen Standort des Löwen können nur Vermutungen angestellt werden. Sicher ist, dass die Figur als Gestaltungselement im frühen Klosterkomplex einzuordnen ist. Überlegungen über ihren ursprünglichen Standort sind gleichermaßen abhängig von Funktion wie Symbolik.
Der Löwe findet sich bereits im Alten Testament an vielen Stellen als Hinweis auf seine sprichwörtliche Stärke und Tapferkeit erwähnt. Seine damit verbundene Funktion als Wächter übernahm die mittelalterliche Sakralkunst, indem Löwenskulpturen an ganz bestimmten liturgisch oder architektonisch wichtigen Stellen aufgestellt wurden, abhängig davon, ob die Eigenschaft des Löwen als Beschützer oder, wie im ersten Brief des Simon Petrus, fünftes Kapitel, Vers acht dargestellt, als Beute schlagendes Raubtier symbolisiert wurde. Das Lamm, das zwischen den Vorderpranken des Höchster Löwen ruht, ist nicht als geschlagene Beute dargestellt. Auch das freundliche, lächelnde Gesicht des Löwen drückt eher Geborgenheit als Bedrohung aus. Es wäre daher denkbar, dass die Höchster Darstellung von Löwe und Lamm einen Hinweis auf das zukünftige Friedensreich, wie es als Relief auf einer Säule der Apsis im Dom zu Speyer zu finden ist, gibt.
Die Kerben auf dem Rücken des Löwen und die massive Basis, auf der die Figur kauert, deuten auf eine Funktion als Säulenträger hin, sei es im Portalbereich, im Kreuzgang oder innerhalb der Klosterkirche als Kanzelfuß, Basis einer Heiligenfigur oder Stütze des Taufbeckens.
2006 wurde eine Kopie des Höchster Löwen seitwärts vor dem Kirchenportal aufgestellt. Das Original befindet sich im Hessischen Landesmuseum Darmstadt.